# Arthur Russell
Arthur Russell (13. března 1886, Walsall – 23. srpna 1972 tamtéž) byl britský atlet, olympijský vítěz na trati 3200 metrů překážek z roku 1908.

## Sportovní kariéra
V letech 1904 až 1906 byl mistrem Velké Británie v dlouhém překážkovém běhu. Na olympiádě v Londýně v roce 1908 startoval v běhu na 3200 metrů s překážkami. Ve finálovém běhu vedl od začátku, nakonec zvítězil s náskokem dvou metrů před svým krajanem Archie Robertsonem.

## Osobní rekordy
- 880 yardů – 2:05,4 (1906)
- míle – 4:26,6 (1904)